# Meistriliiga 2025
In 2025 vindt het 35e seizoen van de Estische voetbalcompetitie Meistriliiga plaats. De competitie begon op 28 februari en de laatste wedstrijden worden gespeeld op 8 november. Elke ploeg speelt vier keer tegen elke andere ploeg, verspreid over 36 speelrondes.
Kampioen van het vorige seizoen, voor de elfde keer in haar geschiedenis, was FCI Levadia.
Harju JK Laagri, dat in 2023 voor het eerst actief was op het hoogste niveau, won in 2024 voor de tweede maal de kampioenstitel die gelijk stond aan promotie naar het hoogste niveau. Vorig seizoen speelde Nõmme United voor het eerst in de hoogste klasse, maar degradeerde direct terug naar de Esiliiga.
Dit is het derde seizoen dat de Estische voetbalbond gebruik maakte van de videoscheidsrechter (VAR).

## Deelnemende clubs
| Club            | Plaats             | Stadion                   | P 2024  |
| --------------- | ------------------ | ------------------------- | ------- |
| FCI Levadia     | Kristiine, Tallinn | A. Le Coq Arena           | 1e      |
| Flora Tallinn   | Kristiine, Tallinn | A. Le Coq Arena           | 4e      |
| Kuressaare      | Kuressaare         | Kuressaare linnastaadion  | 8e      |
| Narva Trans     | Narva              | Narva Kreenholmi Staadion | 6e      |
| Nõmme Kalju     | Nõmme, Tallinn     | Hiiu staadion             | 2e      |
| Harju JK Laagri | Laagri             | Laagri kunstmurustaadion  | 1e (EL) |
| Paide           | Paide              | Paide linnastaadion       | 3e      |
| Kalev Tallinna  | Kesklinn, Tallinn  | Kalevi Keskstaadion       | 9e      |
| Tammeka         | Tartu              | Tamme Staadion            | 5e      |
| Vaprus          | Pärnu              | Pärnu Rannastaadion       | 7e      |

## Tussenstanden
| Pos | Club        | Gs | W  | G | V  | Pnt | Dv | Dt | Ds  |
| --- | ----------- | -- | -- | - | -- | --- | -- | -- | --- |
| 1.  | Levadia     | 21 | 16 | 2 | 3  | 50  | 51 | 16 | +35 |
| 2.  | Flora       | 21 | 15 | 2 | 4  | 47  | 45 | 18 | +27 |
| 3.  | Paide       | 21 | 13 | 2 | 6  | 41  | 33 | 18 | +15 |
| 4.  | Kalju       | 21 | 13 | 2 | 6  | 41  | 43 | 24 | +19 |
| 5.  | Narva Trans | 21 | 11 | 2 | 8  | 35  | 36 | 27 | +9  |
| 6.  | Vaprus      | 21 | 6  | 6 | 9  | 24  | 29 | 31 | -2  |
| 7.  | Tammeka     | 21 | 6  | 1 | 14 | 19  | 27 | 44 | -17 |
| 8.  | Kuressaare  | 21 | 5  | 2 | 14 | 17  | 22 | 41 | -19 |
| 9.  | Harju       | 21 | 4  | 4 | 13 | 16  | 23 | 44 | -21 |
| 10. | Kalev       | 21 | 4  | 1 | 16 | 13  | 21 | 67 | -46 |

| Kleur | Kwalificatie voor                                           |
| ----- | ----------------------------------------------------------- |
|       | Kampioen van Estland: Kwalificatie Champions League 2026/27 |
|       | Kwalificatie Europa Conference 2026/27                      |
|       | Play-offs tegen nummer twee Esiliiga                        |
|       | Directe degradatie naar de Esiliiga                         |

## Statistieken

### Meeste doelpunten
| Plaats | Speler         | Club    | Doelpunten |
| ------ | -------------- | ------- | ---------- |
| 1.     | Pierre Kaboré  | Narva   | 12         |
| 2.     | Ahmed Adebayo  | Tammeka | 11         |
| 3.     | Karel Eerme    | Harju   | 11         |
| 4.     | Rauno Sappinen | Flora   | 10         |
| 5.     | Ernest Agyiri  | Levadia | 8          |